# Roepera cuneifolia
Roepera cuneifolia är en pockenholtsväxtart som först beskrevs av Eckl. & Zeyh., och fick sitt nu gällande namn av Beier & Thulin. Roepera cuneifolia ingår i släktet Roepera och familjen pockenholtsväxter. Inga underarter finns listade i Catalogue of Life.